# 橡木 (葡萄酒)

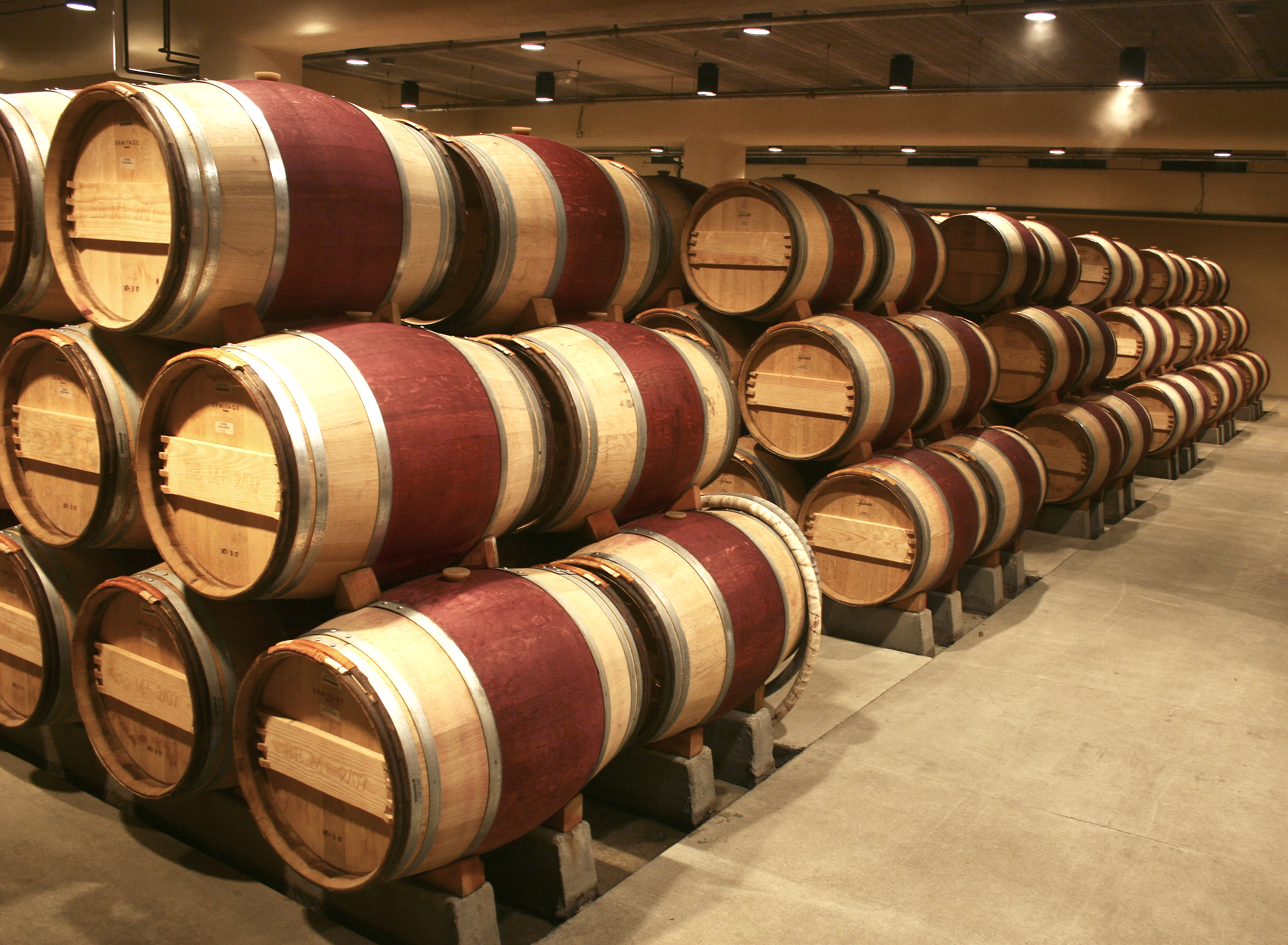
橡木酒桶

橡木在葡萄酒釀造時主要用於製作酒桶，是葡萄酒酒桶製造的一種主要材料。它對葡萄酒最終的色澤、氣味、口感和質地都有巨大的影響。在不鏽鋼酒桶中也做成橡木片一類的物質加入葡萄酒中，但不適用於白酒醋的釀造。

## 歷史
在葡萄酒釀造歷史的早期，會使用雙耳瓶作為貯藏葡萄酒的容器。而且大多數木頭都容易腐壞，所以早期很少使用木製酒桶。古希臘歷史學家希羅多德曾提到美索不達米亞有使用棕櫚木來製作酒桶并通過幼發拉底河運送這些酒。不過實際上棕櫚木性難彎曲，不十分適合製作酒桶。在這之後兩千年的羅馬帝國時，才有橡木在葡萄酒釀造中流行，并逐漸有人發覺橡木對於葡萄酒的好處。羅伯特·蒙達維在美國葡萄酒釀造業中推廣了橡木的使用。

## 對葡萄酒的影響

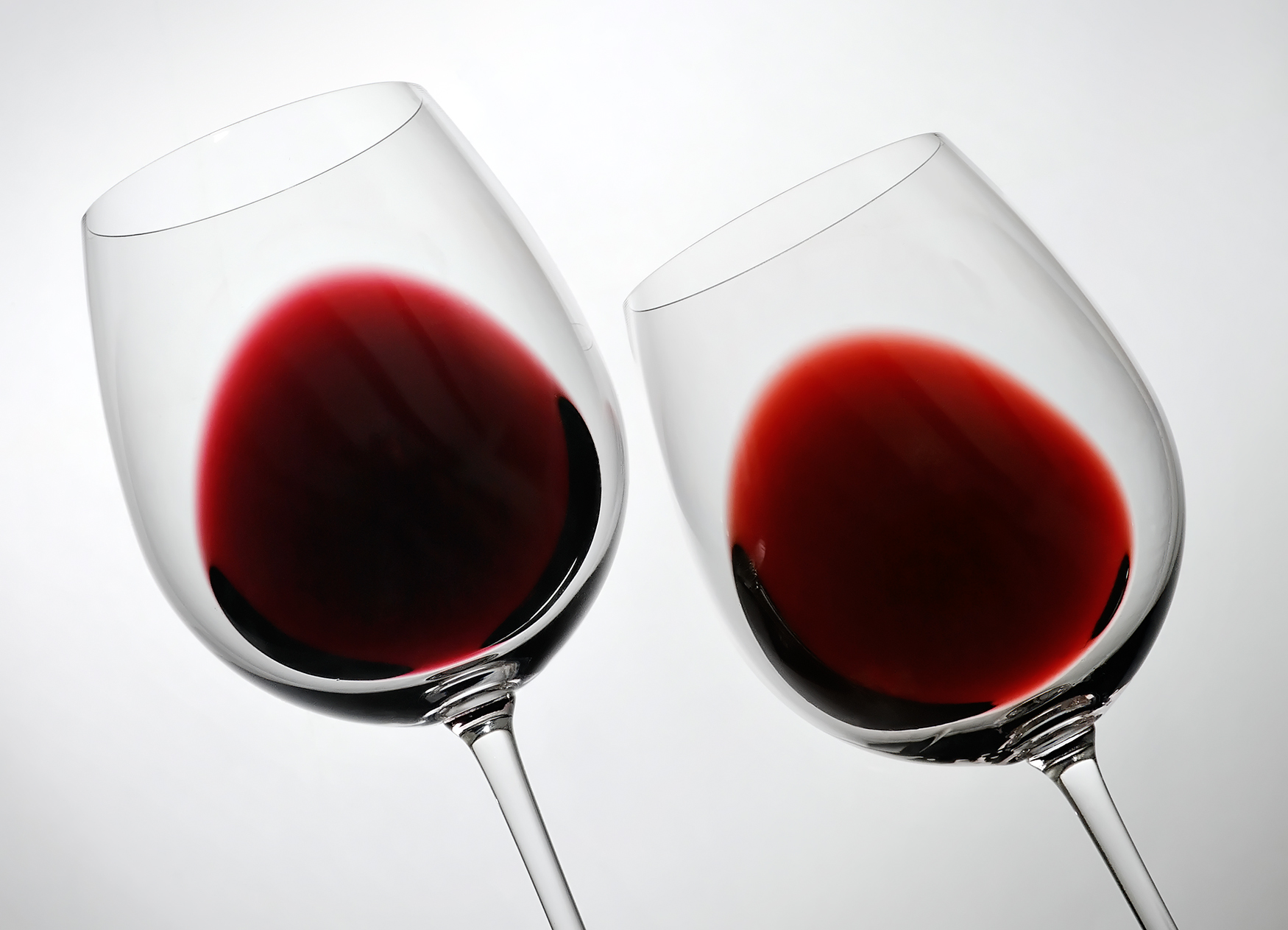
在橡木桶中的陳化對紅酒的影響：左邊是一杯2年的年份酒右邊則是一杯6年的佳釀。隨著葡萄酒的成熟，其色澤會變淡，在酒杯中也呈現出漸變的色澤。

橡木的多孔性允許貯藏在橡木酒桶中的葡萄酒有一定程度的蒸發和氧化，但不至於引起葡萄酒變質。一年中，一個59加侖（225升）的橡木酒桶中會有5½至6½加侖（20.8至24.6升）葡萄酒蒸發，而其中大部份是酒精和水，這樣會留下更多的芳香族化合物使得葡萄酒更加美味。
橡木中所含酚類會和葡萄酒反應產生香味和甜味。同時葡萄酒中的鞣質也會發生變化，橡木木質素中的可水解的鞣質稱為鞣花單寧，可防止葡萄酒氧化。

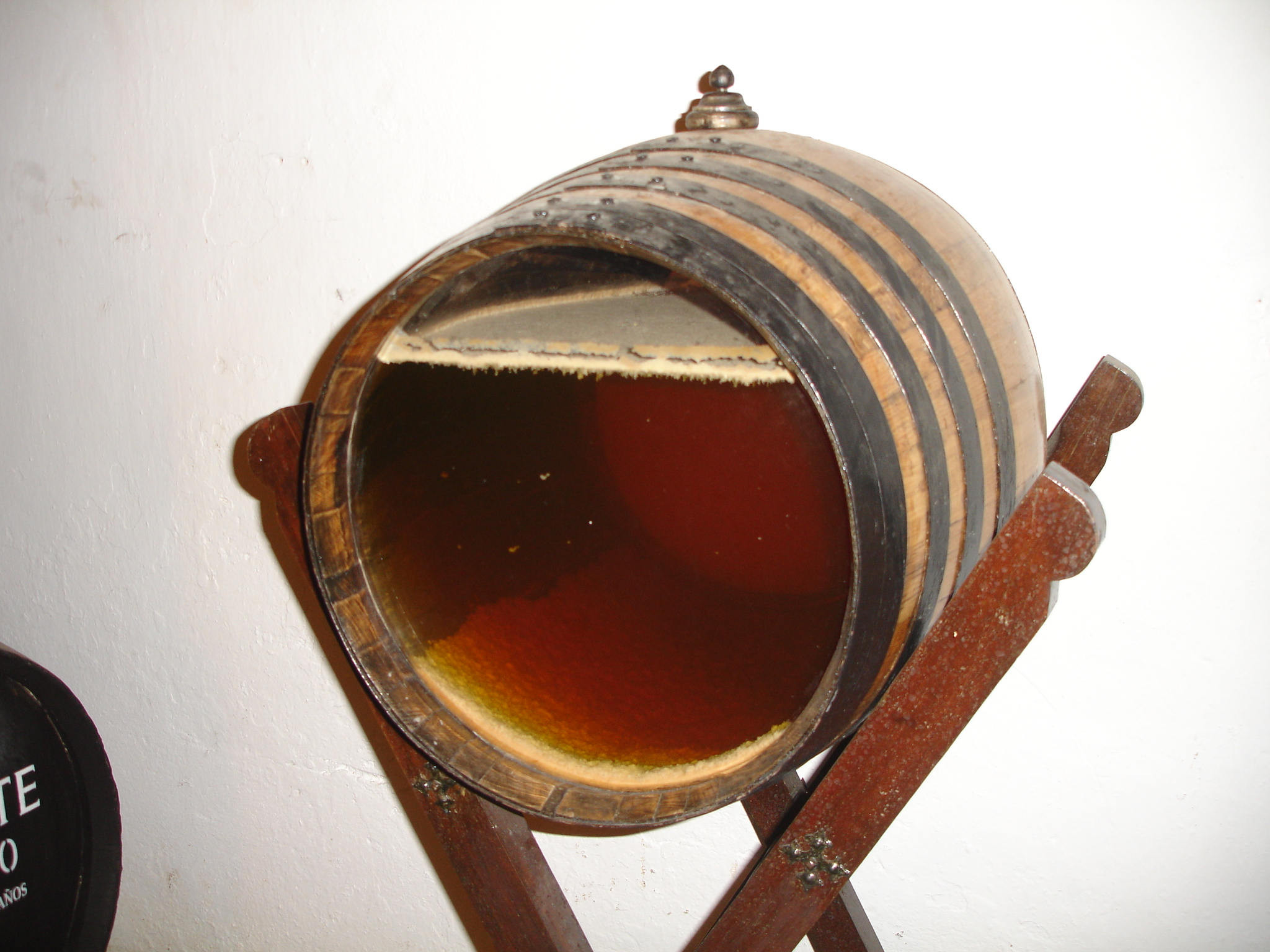
橡木桶齡雪莉酒

在葡萄酒發酵時可以盛放在橡木桶中，在發酵之後也可以在其中繼續陳化或成熟。在橡木酒桶中發酵的白葡萄酒相對會擁有更白的色澤和更柔軟的口感。橡木酒桶中的葡萄酒通常會被描述為有焦糖、奶油、煙燻和香料等等各種風味，這些風味大多數都是在葡萄酒注入酒桶中的頭一個月中增加的。

## 橡木種類

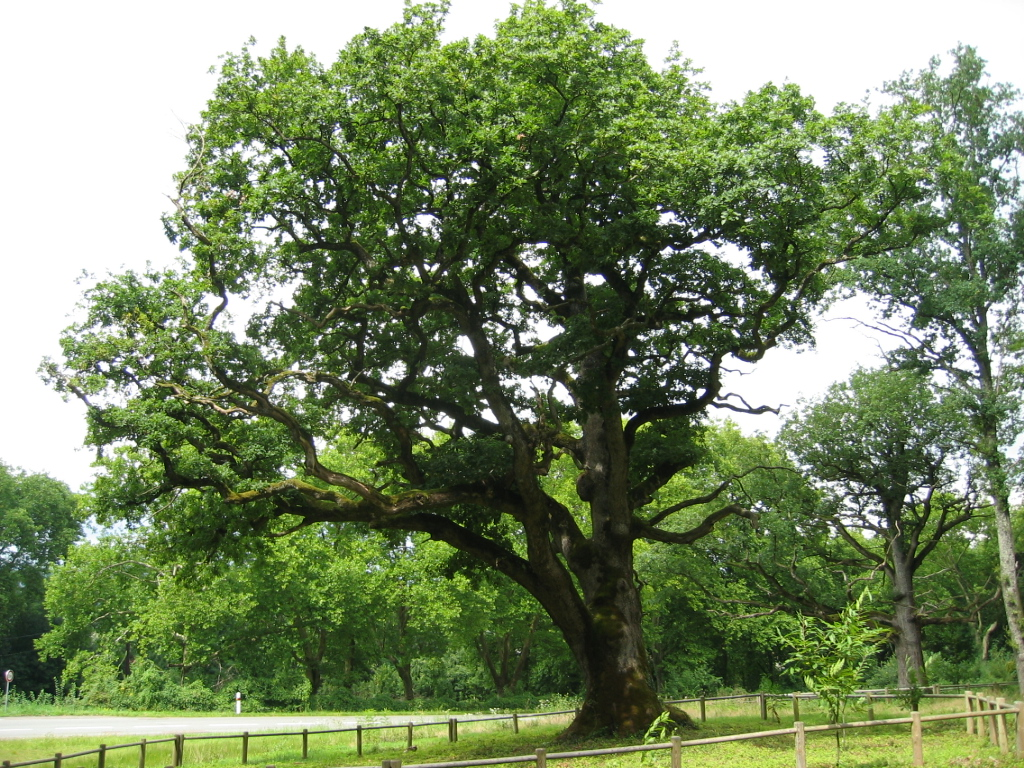
無梗花櫟

美國釀酒業最常用的橡木品種之一是白橡木，因為其生長迅速、紋理更寬且鞣質含量也較低。
法國則一般採用夏櫟和無梗花櫟，但是後者因其更富含芳香族化合物和更合適的紋理而受青睞。而這些橡木主要來自阿利埃河、利木森、訥韋爾、托台林区和孚日省這些地區，並且各地有各地的特色。很多釀酒人會參雜選用不同地區的木頭來提高其葡萄酒的複雜度。

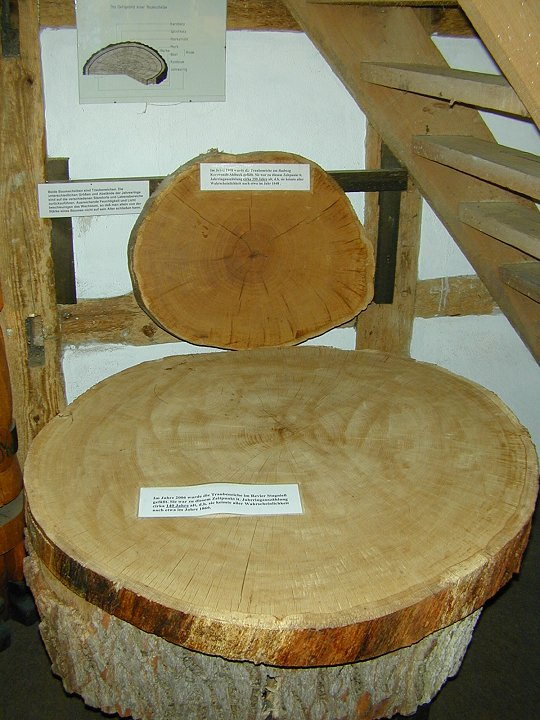
法國的橡樹有更密集的紋理

意大利葡萄酒釀酒人則會採用斯拉沃尼亞的夏櫟，並可以做出更大的、可多次重複利用的木桶。在1917年俄國革命前，來自波羅的海國家的無梗花櫟曾在法國釀酒業頗受歡迎。現在來自俄羅斯的橡木大多是來自黑海沿岸的阿迪格自治州，其價格也比法國本土的橡木相對便宜。
80-120年齡的生長在寒冷氣候的橡木會有很好的製作葡萄酒桶的潛質，一般會在冬季砍伐這些樹，此時其植物體液也較少。

## 葡萄酒酒桶

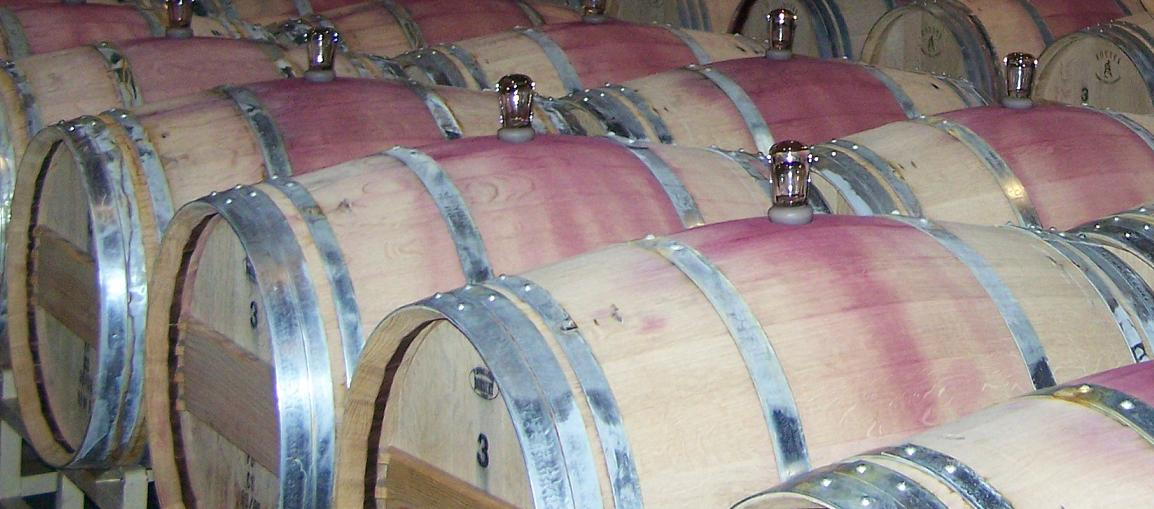
酒桶上的紅標記其實是從紅酒中溢出的，有些釀酒人爲了美觀會乾脆將酒桶中部全部漆紅

橡木製作的葡萄酒可以令葡萄酒發揮出極佳的陳化潛力，並為其增添更更多的風味。酒桶的大小也是一個需要注意的因素，因其與酒的接觸面積不同而會產生不同的影響。最常見的橡木酒桶是波爾多式酒桶，容量225公升（59美制加侖），以及勃艮第式酒桶，容量228公升（60美制加侖）。一些美洲的釀酒人可能會用更大的約79美制加侖（300公升）的大桶。意大利的一些葡萄酒（例如巴罗洛葡萄酒）會使用更大的桶。
新桶比舊桶在增添風味一事上更為出色，在經過3至5次藏酒之後，其特有風味就會消失了。酒桶的價格隨著時常的供給和需求也在不斷變化著，2007年末一個標准的美國橡木桶價值270美元、東歐橡木桶480美元，而法國橡木桶則高達600美元。

### 製造

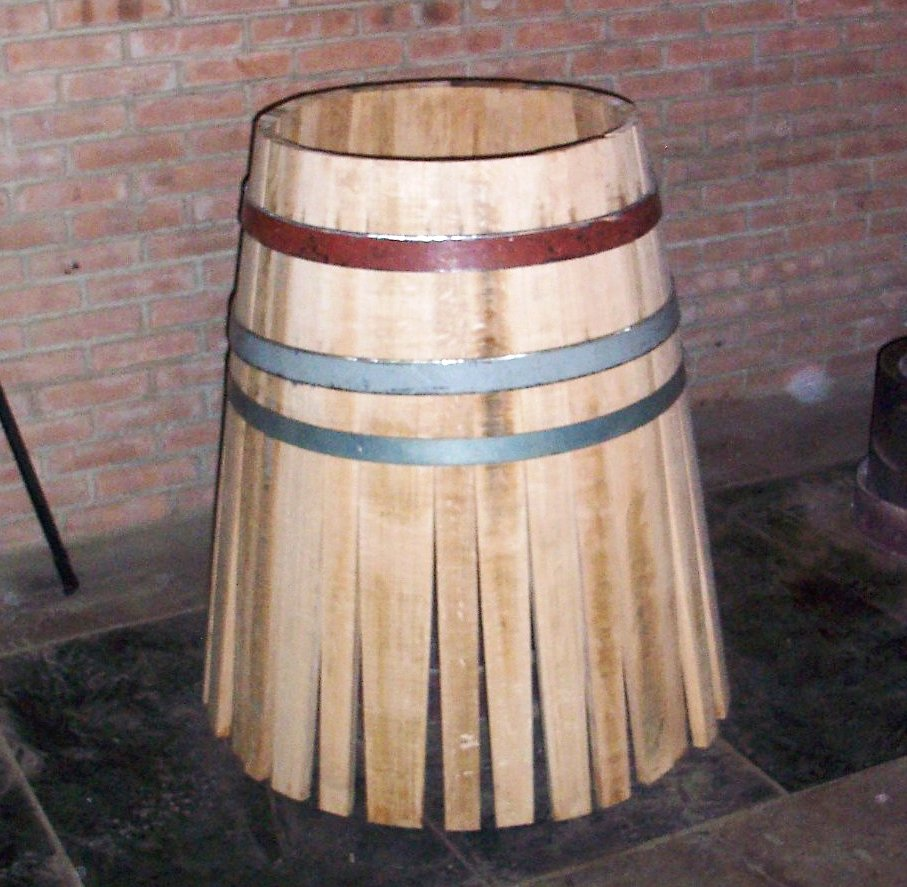
還未完成的橡木桶

傳統的歐洲製桶人將橡木延紋理劈成條，然後將這些木條用例如暴漏在戶外的一些方法來使其中過分強烈的鞣質揮發，這一過程可能持續10至36個月。時間越長之後釀出的葡萄酒口感也就會越柔和，但是與此同時也就提高了這些木桶的造價。一些製桶廠可能會用磚窯來代替戶外暴漏法。雖然這樣更快，但是其去除強烈鞣質的效果相對也就不那麼好了。
在此之後會加熱這些木條，使之變得更易彎曲，並將它們箍在一起做成酒桶。有些製桶人會用蒸汽來代替火烤，這樣造出的酒桶在釀酒的效果上可能會差一些。酒桶內部也會用火來烤，輕微的火烤可以使酒桶能夠更好地發揮其作用，釀造勃艮第葡萄酒的酒桶會用大火來烤焦，這樣可以提供一些輕烤所不能提供的風味。通過烘烤，橡木中的呋喃醛含量會提高，附帶產生了一種特殊的風味，同時其中的香草酚和丁子香酚含量也會提高，給予葡萄酒煙燻和香料香氣。

## 其他用法

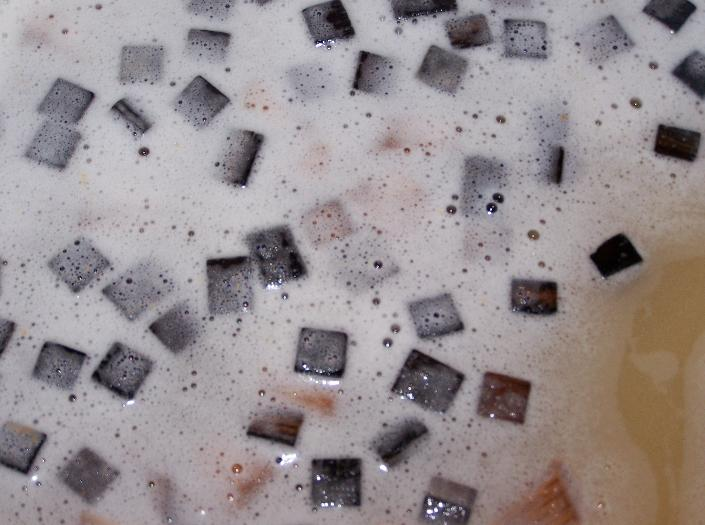
發酵中的夏敦埃酒里的橡木碎片

許多釀酒人已經開始用在發酵或陳化時添加橡木片的方法來加快葡萄酒的釀造速度，并增添風味。例如將橡木片放入織物袋中再沉入葡萄酒里之后，只需要一個星期左右葡萄酒就会具有濃郁的風味，而使用普通的橡木桶則需要長得多的時間。但也有釀酒人不贊同這種做法。也有使用橡木碎末之類的方法，不過相對前者採用的人更少。微氧化釀製技術的發展使得不鏽鋼酒桶有希望通過使用橡木碎片的方法模擬橡木桶的環境。
2006年之前，歐盟一直判定在釀酒業中使用橡木片是一種不合法行為。1999年，波爾多法院判處包括美人魚酒莊在內的三家酒莊超過13,000美金罰款，原因就是他們在釀酒時使用了橡木片。